# Константин Зирянов
Константин Зирянов е руски футболист, полузащитник, който е играещ треньор на Зенит-2. През 2007 става Футболист на годината в Русия.

## Кариера
Зирянов е юноша на Звезда Перм. През 1994 се присъединява към новооснования отбор от Перм-Амкар. Там играе до 2000 година като отборът успява да достигне до 1 дивизия. През 2000 преминава в Торпедо Москва. Зирянов изиграва 2 мача за дублиращия тим, след което става твърд титуляр. Успява да спечели място и в националния отбор на Русия. През 2006 напуска Торпедо, след като „черно-белите“ изпадат. През 2007 Константин преминава в Зенит. Печели шампионската титла и Купата на УЕФА. Участва на Евро 2008, като попада и в идеалния тим на шампионата. Халфът е важна част от състава на Зенит и изиграва над 200 мача в първнеството. През 2010 става шампион на Русия, носител на купата и суперкупата на страната. Участва на Евро 2012, където Русия отпада още в груповата фаза. В края на годината се отказва от националния отбор на Русия, записвайки 52 мача и 7 гола.